# Periclina rumiaria
Periclina rumiaria là một loài bướm đêm trong họ Geometridae.